# Lérigneux
Lérigneux là một xã trong tỉnh Loire miền trung nước Pháp.